# جان باوتشر (نحات)
جان باوتشر (بالفرنسية: Jean Boucher)‏ هو نحات فرنسي، ولد في 20 نوفمبر 1870 في Cesson-Sévigné ‏ في فرنسا، وتوفي في 17 يونيو 1939 في باريس في فرنسا.

## معرض صور

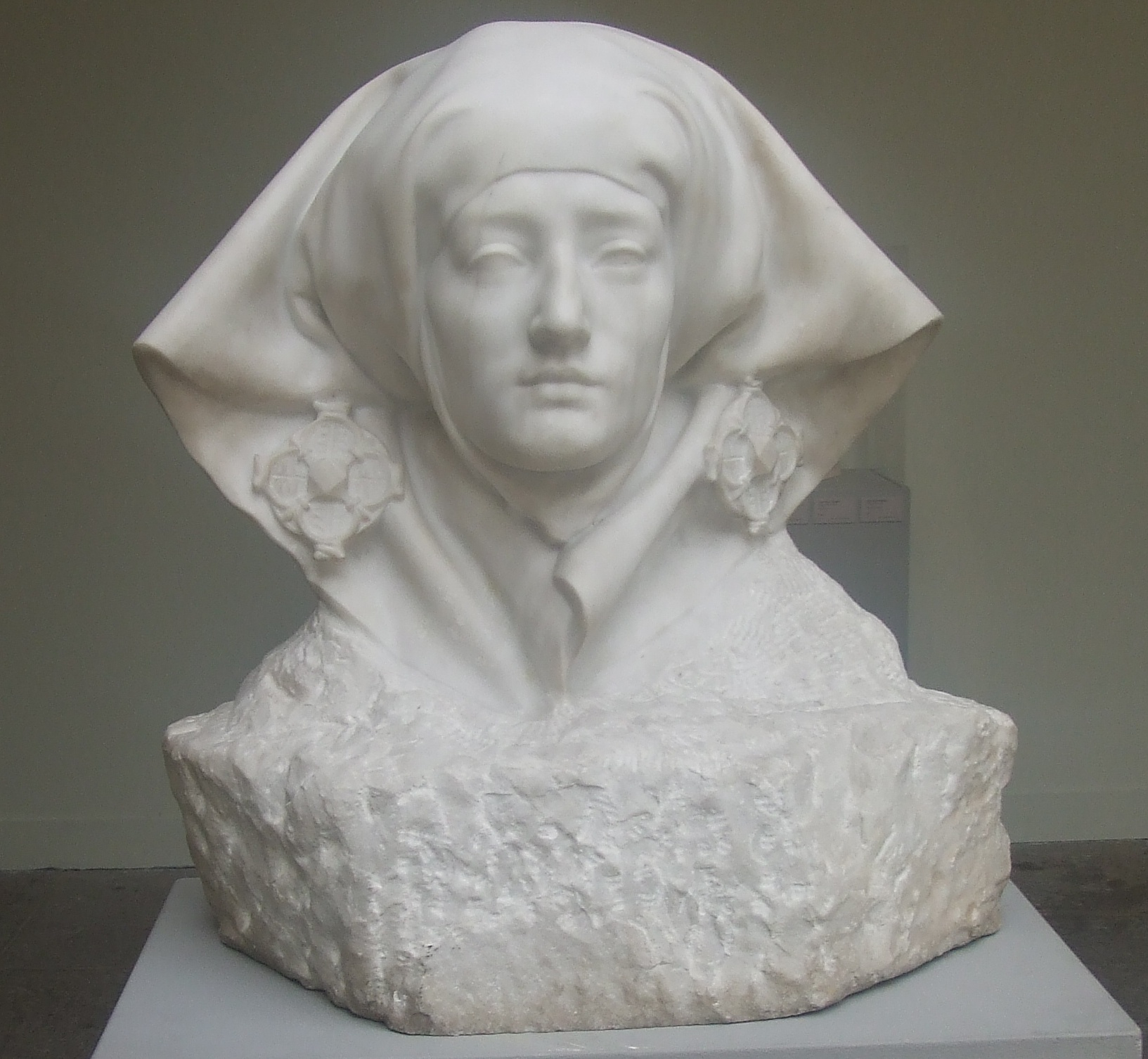
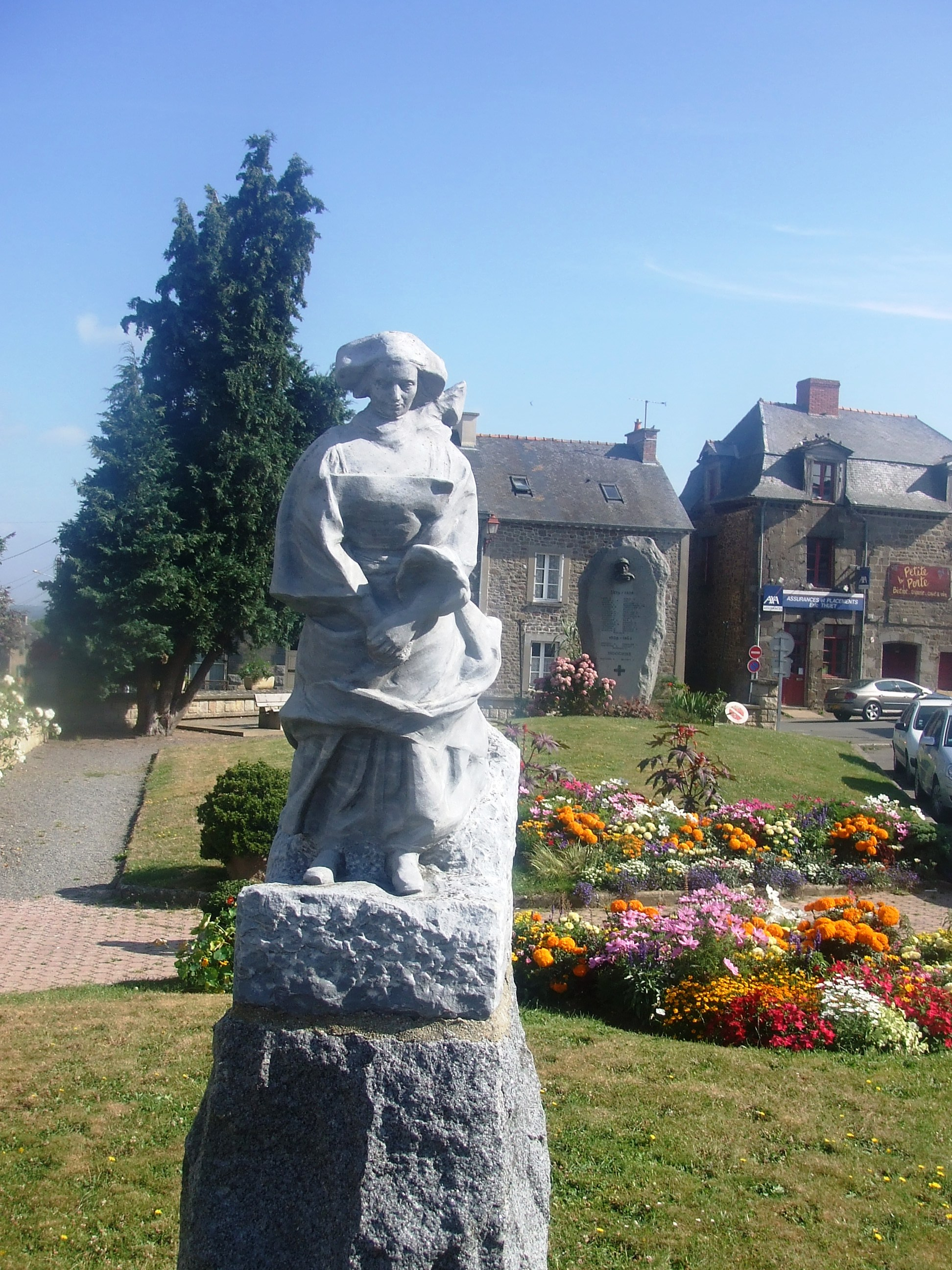
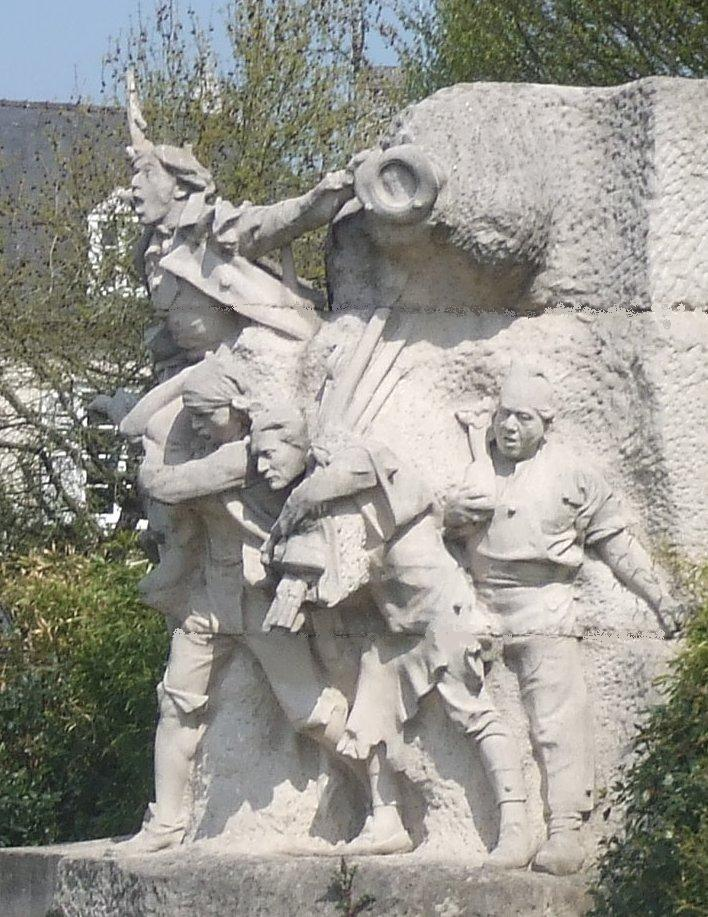
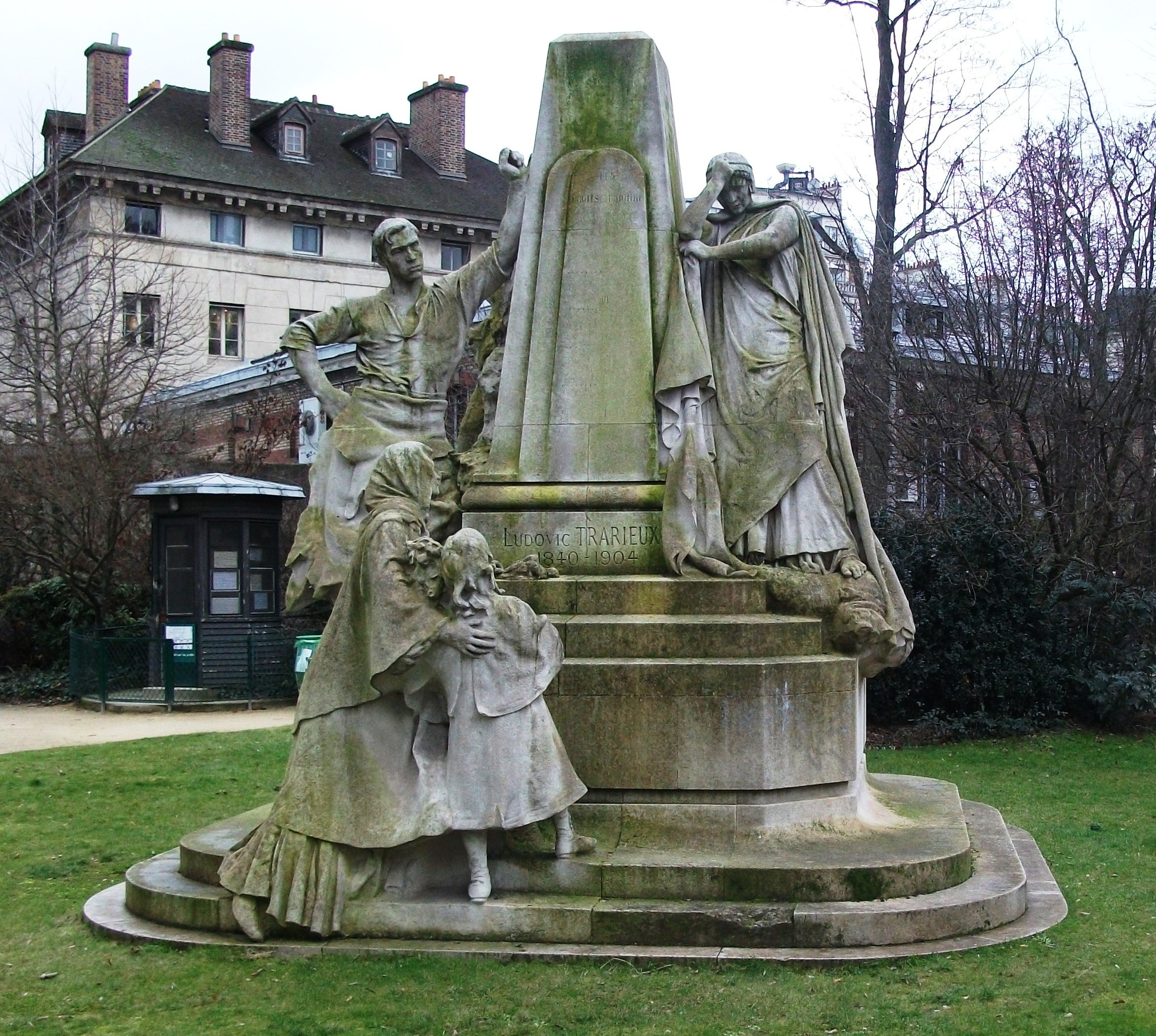
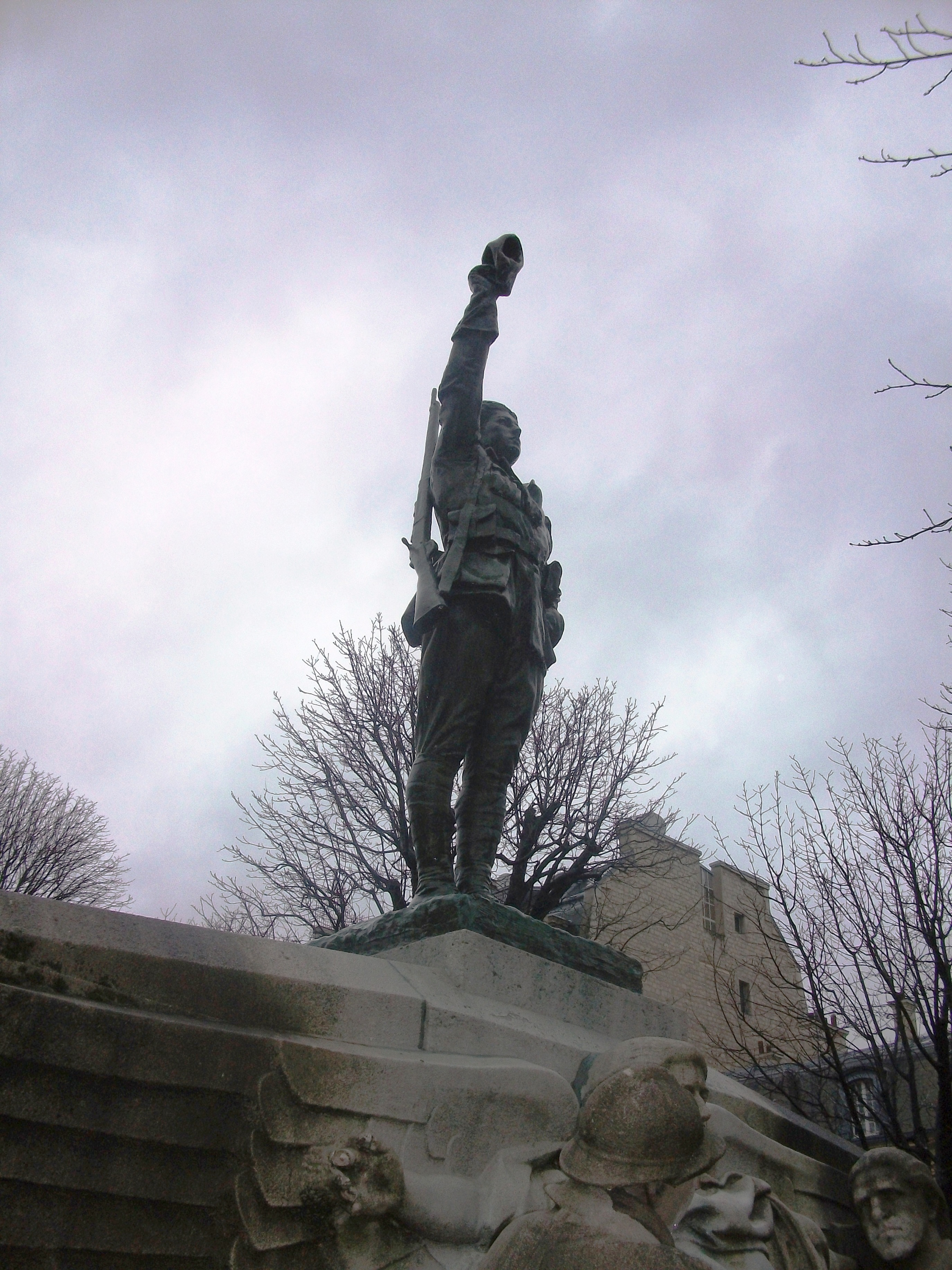
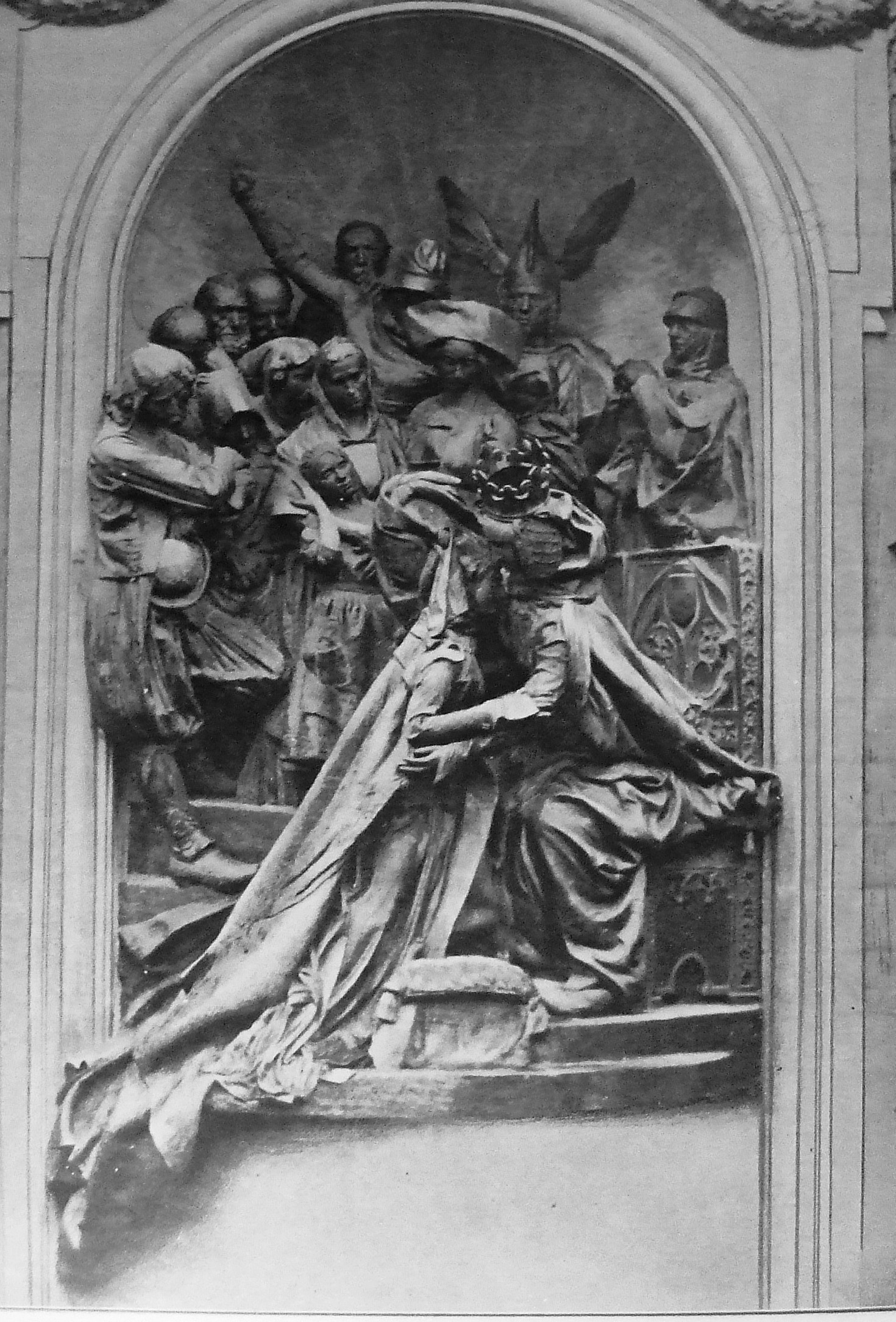

## روابط خارجية
- جيان باوتشر على موقع أوليمبيديا (الإنجليزية)